# Rock Point
Rock Point é uma Região censo-designada localizada no estado americano de Arizona, no Condado de Apache.

## Demografia
Segundo o censo americano de 2000, a sua população era de 724 habitantes.

## Geografia
De acordo com o United States Census Bureau tem uma área de
35,7 km², dos quais 35,7 km² cobertos por terra e 0,0 km² cobertos por água. Rock Point localiza-se a aproximadamente 1525 m acima do nível do mar.

## Localidades na vizinhança
O diagrama seguinte representa as localidades num raio de 40 km ao redor de Rock Point.